# Ulrike Scharf

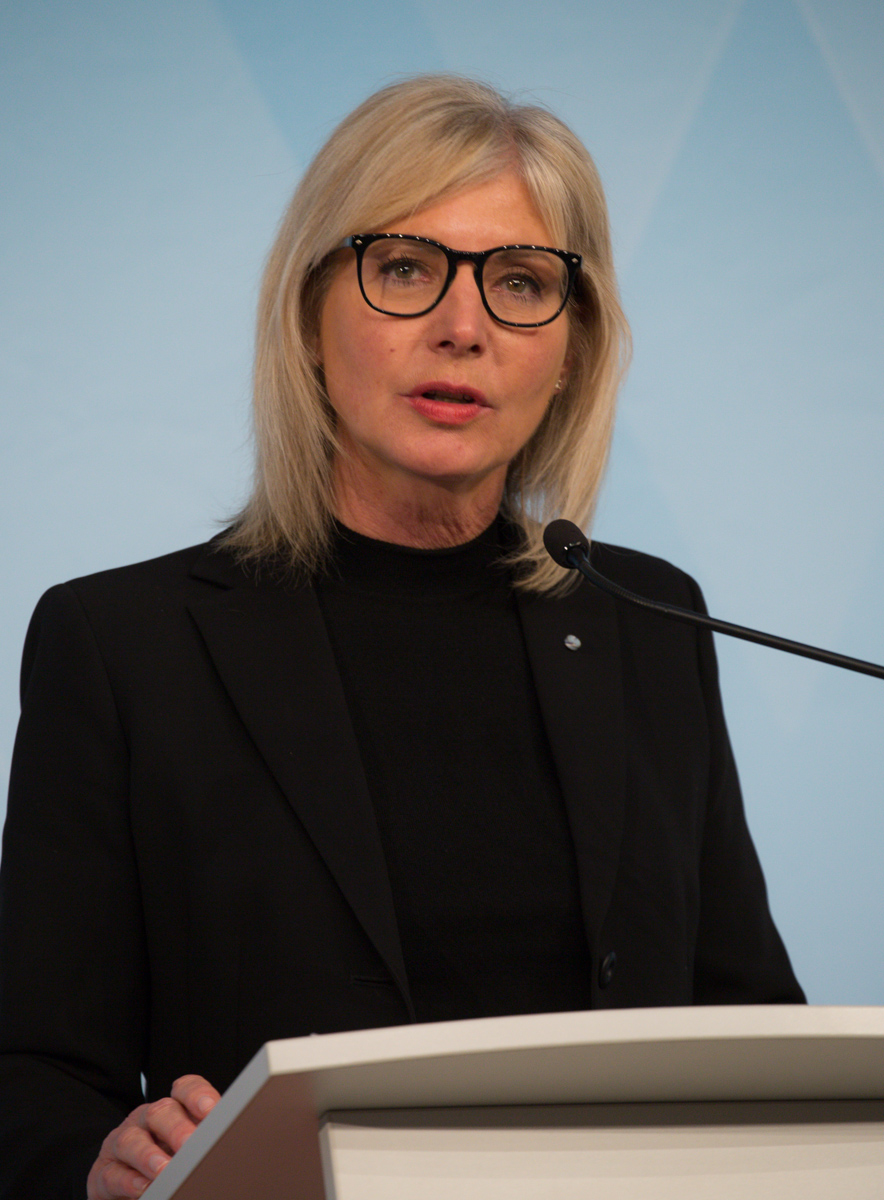
Ulrike Scharf (2024)

Ulrike Anna Scharf, geschiedene Ulrike Scharf-Gerlspeck (* 16. Dezember 1967 in Erding), ist eine deutsche Politikerin (CSU). Sie ist seit 2013 Mitglied des Bayerischen Landtags, dem sie bereits von 2006 bis 2008 angehörte. Sie ist seit 2022 Bayerische Staatsministerin für Familie, Arbeit und Soziales. Seit dem 8. November 2023 ist sie außerdem 2. Stellvertreterin des bayerischen Ministerpräsidenten. Zuvor war sie von 2014 bis 2018 Bayerische Staatsministerin für Umwelt und Verbraucherschutz.

## Leben
Scharf absolvierte nach dem Abitur am Gymnasium Dorfen eine Ausbildung zur Bankkauffrau und anschließend ab 1991 ein Studium der Betriebswirtschaftslehre an der Fachhochschule München (Abschluss: Diplom-Kauffrau (FH)). Danach trat sie als vertretungsberechtigte Gesellschafterin in das elterliche Reiseunternehmen ein.

## Politische Laufbahn
1999 wurde sie zur Vorsitzenden des CSU-Ortsverbandes Fraunberg und zur stellvertretenden Vorsitzenden des CSU-Kreisverbandes Erding gewählt. Seit 2002 ist sie Kreisrätin im Landkreis Erding.
Daneben ist Scharf Beisitzerin im Bezirksvorstand der CSU Oberbayern. 2007 wurde sie zur stellvertretenden Bezirksvorsitzenden der Frauen-Union Oberbayern gewählt und 2009 zur Bezirksvorsitzenden.
Bei den Landtagswahlen 2003 kandidierte sie auf der CSU-Liste für Oberbayern, konnte aber nicht in den Landtag einziehen. Zum 1. Januar 2006 rückte sie für Otto Wiesheu als Abgeordnete nach und arbeitete dort bis 2007 im Ausschuss für Sozial-, Gesundheits- und Familienpolitik. Seither war Scharf Mitglied im Wirtschafts- und Petitionsausschuss. Bei den Landtagswahlen 2008 konnte sie als Listenkandidatin des Bezirks Oberbayern aufgrund der hohen Verluste der CSU nicht wieder in den Landtag einziehen.
Nach ihrem Ausscheiden aus dem Landtag engagierte sie sich verstärkt im gesellschaftlichen Bereich: 2008 wurde sie als Einzelpersönlichkeit in den Diözesanrat des Erzbistums München-Freising gewählt; von 2009 bis 2017 übernahm sie den Vorsitz der Wasserwacht im Bayerischen Roten Kreuz. In der innerparteilichen Kandidatenaufstellung für die Landtagswahlen 2013 konnte sich Scharf im Frühjahr 2013 gegen den bisherigen Stimmkreisabgeordneten Jakob Schwimmer unerwartet deutlich und gegen Widerstände der lokalen, männlich dominierten CSU-Führung durchsetzen und trat nun für die CSU als Direktkandidatin im Stimmkreis Erding an. Bei der Landtagswahl erhielt sie 49,8 Prozent der Erststimmen und zog als Abgeordnete ihres Bezirks in den 17. bayerischen Landtag ein. Auch bei der Landtagswahl 2018 erhielt sie in diesem Stimmkreis mit 37,9 % erneut die meisten Erststimmen und zog erneut in den Landtag ein. Dort war sie Mitglied des Ausschusses für Wirtschaft, Landesentwicklung, Energie, Medien und Digitalisierung und Mitglied des Ausschusses für Wohnen, Bau und Verkehr. Bei der Landtagswahl 2023 zog sie erneut in den Landtag ein.
Im Kabinett Seehofer II wurde Scharf im September 2014 als Nachfolgerin von Marcel Huber neue Bayerische Staatsministerin für Umwelt und Verbraucherschutz.
Von Oktober 2014 bis 2016 war sie als Mitglied der Landesregierung auch Ordentliches Kommissionsmitglied in der Kommission Lagerung hoch radioaktiver Abfallstoffe (Endlagerkommission) gemäß § 3 Standortauswahlgesetz.
2018 wurde Scharf durch den neuen Ministerpräsidenten Markus Söder als Umweltministerin überraschend abgelöst; sie hatte als „sehr persönliche Wahl“ des Söder-Konkurrenten und Vorgängers als Ministerpräsident Horst Seehofer gegolten. Danach war Scharf wieder einfache Landtagsabgeordnete, die ihr Direktmandat in der Landtagswahl in Bayern 2018 verteidigen konnte.
Am 23. Februar 2022 wurde sie als Nachfolgerin von Carolina Trautner zur Staatsministerin für Familie, Arbeit und Soziales im Kabinett Söder II ernannt. Seit dem 8. November 2023 führt sie dieses Amt im Kabinett Söder III fort. Vom 14. Oktober 2023 bis zum 8. November 2023 übernahm sie zusätzlich vertretungsweise gemäß den Vorgaben des § 4 der Geschäftsordnung der Bayerischen Staatsregierung (§ 4 StRGO) das Amt als Bayerische Staatsministerin für Gesundheit und Pflege bis zur Vereidigung eines neuen Staatsministers. Seit dem 8. November 2023 ist sie außerdem Stellvertreterin des bayrischen Ministerpräsidenten.

## Konzept zur Fortschreibung des Luftreinhalteplans
In einem von der Deutschen Umwelthilfe angestrengten Gerichtsverfahren wurde der Freistaat Bayern zu einem Zwangsgeld von 4000 € verurteilt, da im Luftreinhalteplan keine Fahrverbote aufgenommen wurden. Als Begründung sagte das Gericht: „Es sind viele Schlagworte dabei, denen aber keine konkreten Maßnahmen gegenüberstehen. Mit diesem allgemeinen Blabla im Entwurf des Luftreinhalteplans genügen sie nicht den Vorgaben des Gerichts.“ Ursprünglich hatte die Deutsche Umwelthilfe Zwangshaft gegen Ministerin Scharf beantragt. Das Gericht hat in diesem Fall jedoch das Verwaltungsrecht und nicht die Zivilprozessordnung angewendet.

## Privates
Ulrike Scharf ist geschieden und hat einen erwachsenen Sohn.
Sie war bis zu ihrer Ernennung zur Staatsministerin Inhaberin eines Reisebüros in Erding. Außerdem gab sie die Vertretung der familiären OHG auf. Scharf ist römisch-katholischer Konfession.